# Shin'ichi Saitō
Shin'ichi Saitō (斎藤真一, Saitō Shin'ichi) est un peintre japonais du XXe siècle, né le 6 juillet 1922 à Kurashiki (ville du Japon située dans la préfecture d'Okayama) et mort à Tokyo le 18 septembre 1994.

## Biographie
Élève de l'École des beaux-arts de Tokyo, il voit ses études interrompues par la guerre et il est mobilisé dans la marine. À la fin de la guerre, il reprend ses études jusqu'en 1948 puis il enseigne à son tour le dessin tout en peignant. Il montre ses œuvres dans une exposition personnelle pour la première fois en 1970, puis de nouveau en 1972 et 1974.
En 1959, lors d'un voyage en Europe, il découvre les gitans et de retour au Japon il voit dans les goze, chanteuses folkloriques itinérantes, une manifestation nippone du phénomène gitan. Parti sur leurs traces, il peint leur vie.